# JR四國2000系柴油動車組
2000系柴聯車（日语：JR四国2000系気動車）是四国旅客铁道（JR四国）和土佐黑潮鐵道的特急形柴聯車。

## 概要
隨着四国島内的高速公路不断完善，行经土讃線的列车因为线路弯道大、坡道大，平均运行速度较低，难以与使用高速公路的巴士競爭，因此，JR四国与鐵道綜合技術研究所（鐵道總研）共同開發了此列车。
与日本國有鐵道和其他JR不同，JR四國採用了类似私铁的四位数字做為車系型號，而且也没有使用（KiHa）等前綴文字，每節車廂單獨一個四位數車號，而非國鐵與其他JR的型號+流水號的兩段式車號編碼方式。在此列车后的新型列车，如：1000形柴聯車、7000系電車、8000系電車、6000系電車、5000系電車、1500形柴聯車、8600系電車，均以四位數字来命名。
根据列车的制造年份，可分为以下三类：
- 試製列车「TSE」
- 量產車
- N2000系

### 試製列车「TSE」

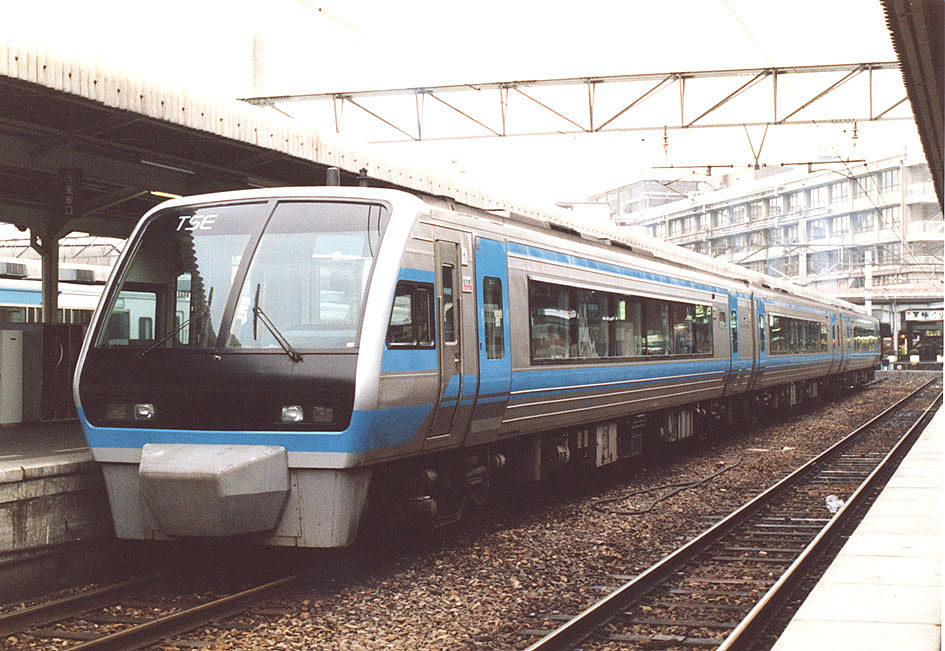
2000系試製列车 TSE「しまんと51号」

1989年（平成元年）由富士重工業所制作的試製列车，共3辆以「TSE」作为列车的愛称。最高运营速度为120km/h。
此列车於1990年獲得了铁道友之会的「桂冠獎」和「日本機械学会賞」，為JR四國自1987年成立以來首次獲獎的鐵路列車。
此车于2018年退出定期运行，2019年4月前废车、拆解。

### 量產車

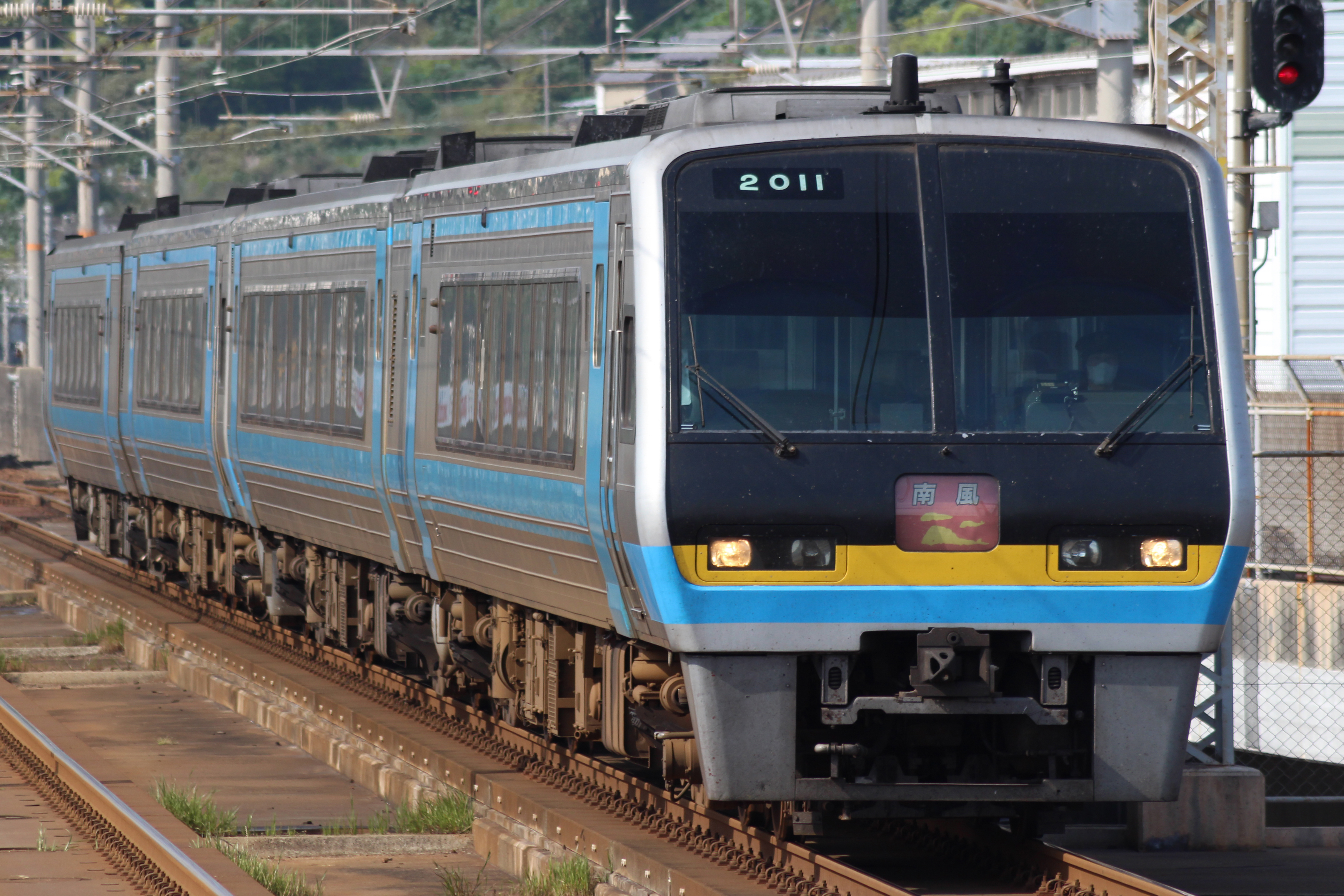
2000系量產車「南風」

試製列车「TSE」性能试验后，在1990年至1993年间，于富士重工生产量產车共计61辆。由JR四国和土佐黑潮铁道共同拥有。最高速度与「TSE」相同，均为120km/h。
两辆车（2008，2218）在2005年的宿毛冲突事故中损坏严重，并于当年废车。2018年开始，2000系量产车开始正式因老化而废车。2202、2207形于2017至2018年间废车。2108、2203形于2018至2019年间废车。2003、2005、2011、2107、2204、2206、2209、2217、2219形于2019至2020年间废车。
土佐黑潮鐵道共拥有一列四辆编成的列车（2030、2130、2230、2231）。现使用面包超人样式涂装。

### N2000系

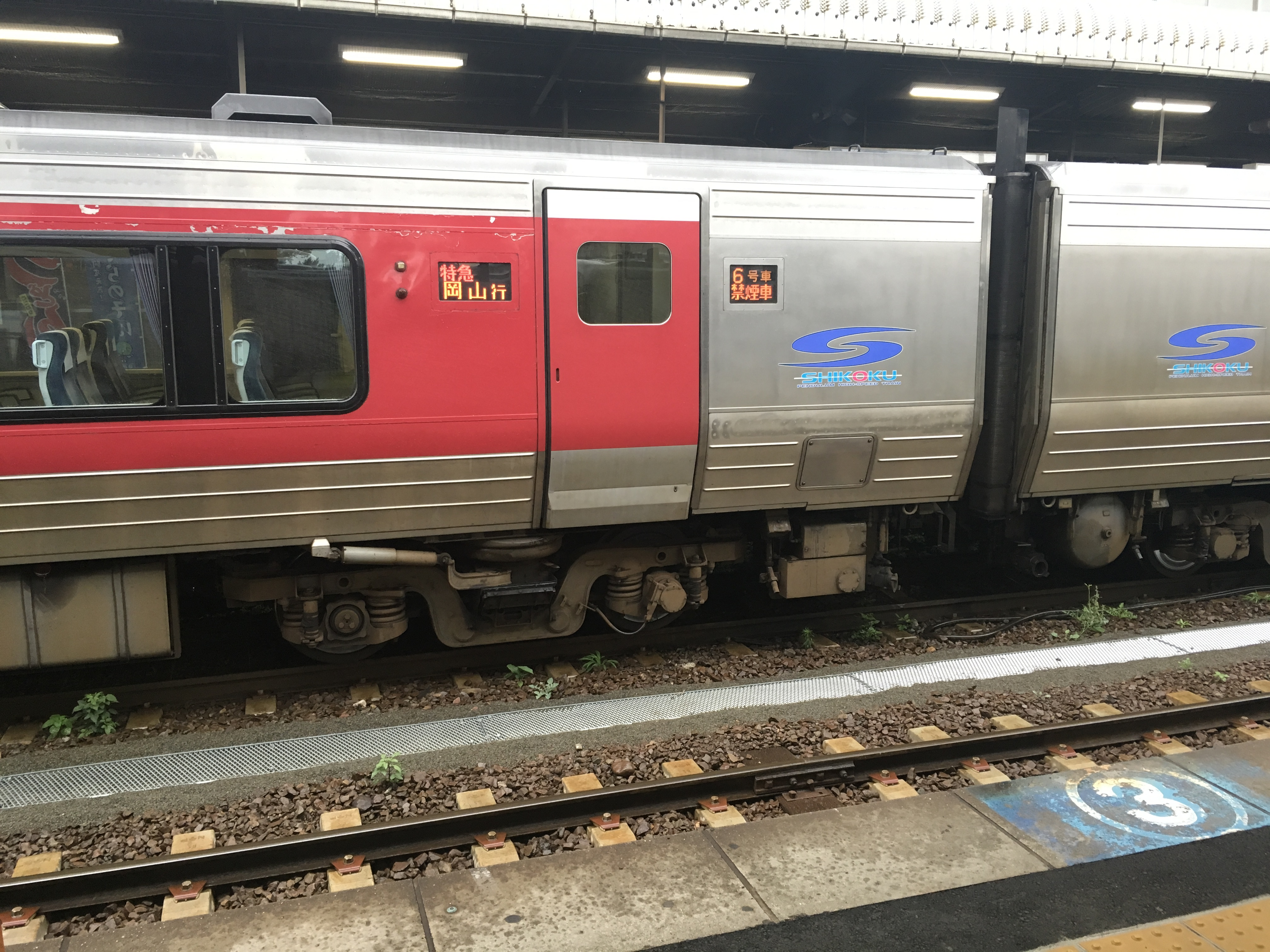
N2000系的转向架，可以看到振子装置

通称N2000系，以最高速度130km/h运营而开发的改良形列车。目前共有16辆，10辆配属高松运转所，主要用于涡潮号列车运行，剩余6辆配属松山运转所，主要用于宇和海号列车运行。全部车辆均由富士重工製造。

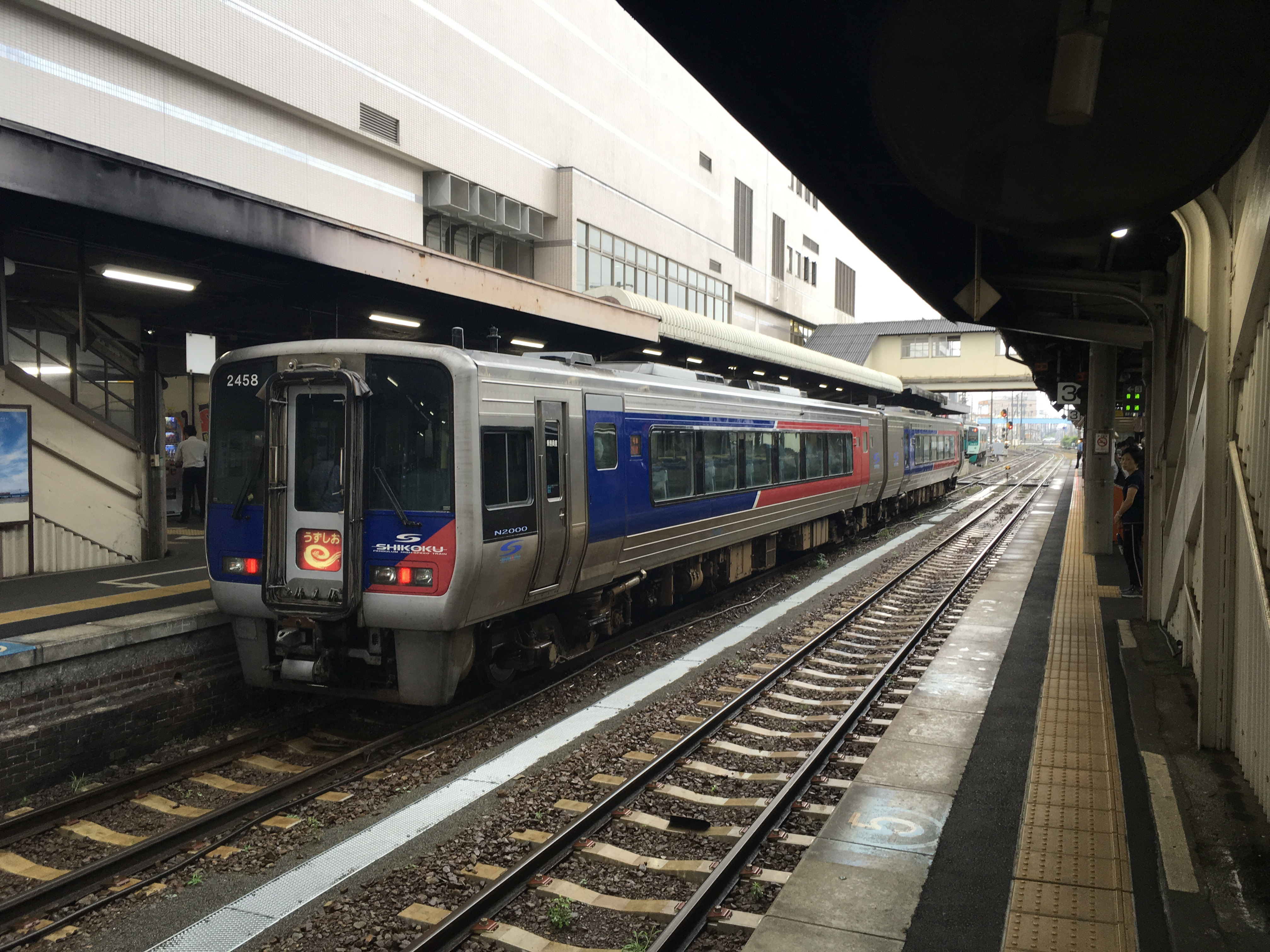
一头是N2000系量产先行车2458的涡潮号列车

### 相关车辆
智頭急行HOT7000系柴聯车，採用了本列车技術，但搭載了350馬力（SA6D125H-1A）的增強形引擎。

## 可控制自然傾斜式機制
本型車每輛車搭載兩部引擎，兩部引擎的動力軸的旋轉方向相反，轉矩彼此抵消，如此使得柴聯車也能順利採用傾斜機轉。。
所使用的可控制自然傾斜式機制，採用滾輪式傾斜。在電腦裡事先儲存了行駛的路線數據，配合列車速度與ATS地面元件，取得列車位置與速度資訊，計算適合通過曲線的車身傾斜角度，在進入彎道前先開始傾斜車身，過彎後再主動恢復車身平衡，相對於自然傾斜式機制列車，這種設計可改善通過曲線後的鐘擺式搖動，改善乘車舒適度。但是本型車行駛於沒有輸入數據的路線時，便不使用傾斜機制。傾斜機制動作時車身最大傾角為5°，在彎道半徑600m的路線的通過時速可提升30km/h，高達120km/h。

## 現況

### 運用
以下是列車的运用情况。
- TSE
  - 已废车并保留[3]
- 量產車
  - 特急「宇和海」部分列车
  - 特急「足摺」部分列车
- N2000系
  - 特急「宇和海」部分列车[3]

## 脚注
1. 1 2  . 交友社.
2. 1 2   . 鉄道ジャーナル (鉄道ジャーナル社). 2015, 588: 99.
3. 1 2 3 4  . www.shikoku.org.uk.   [2020-05-02]. （原始内容存档于2020-12-09）.
4. ↑  . デアゴスティーニ・ジャパン. 2009-12-01.